# Sant Llorenç de Morunys
Sant Llorenç de Morunys là một đô thị trong tỉnh Lérida, cộng đồng tự trị Catalonia Tây Ban Nha. Đô thị Sant Llorenç de Morunys có diện tích là 4,3 ki-lô-mét vuông, dân số năm 2009 là 1077 người với mật độ 250,47 người/km². Đô thị Sant Llorenç de Morunys có cự ly km so với tỉnh lỵ Lérida.